# Queen's Park (Bolton)
Il Queen's Park è un parco vittoriano, situato a Bolton, Grande Manchester, Inghilterra.
Aperto il 24 maggio 1866 da Lord Bradford, venne così denominato nel 1897 in onore della regina Vittoria. Queen's Park aveva un museo di storia naturale, il Chadwick Museum, inaugurato nel 1878 dal Sig. Freeman RK.
Il museo è stato costruito da Samuel Chadwick, la cui statua si trova in Bolton Victoria Square, Bolton. L'edificio fu demolito quando il museo è stato trasferito a Le Mans Crescent.
Il fiume Croal scorre attraverso il parco, che ha aiuole, stagni con anatre, e statue, tra le quali una dell'ex Primo Ministro britannico Benjamin Disraeli.